# Ted Parsons
Ted Parsons est un batteur américain connu pour avoir joué dans Swans, Prong, Godflesh, Jesu ou Killing Joke.

## Biographie
La carrière de Ted Parsons commence en 1985 lors de son arrivée dans les rangs des Swans. En 1987 il rejoint Prong, une formation new-yorkaise mélangeant thrash-metal, hardcore et indus au sein duquel il restera jusqu'à leur séparation en 1996. Il entame ensuite une longue collaboration avec Justin Broadrick, tout d'abord en tournant avec Godflesh en 1996, puis en enregistrant plus tard l'album Hymns. Lors de la tournée de promotion de cet album il retrouvera son ancien collègue de Prong Paul Raven. Celui-ci lui rendra la pareillde en l'invitant à rejoindre Killing Joke en 2003 pour la tournée suivant la sortie de leur second album homonyme enregistré avec Dave Grohl. En 2004 Ted Parsons apparaît sur le premier album de Jesu, le nouveau projet de Justin Broadrick, avec qui il collabore encore régulièrement.
Ted Parsons vit aujourd'hui à Oslo où il travaille comme professeur de batterie. Il appartient aussi à un groupe de dub dénommé Teledubgnosis.

## Discographie

### Swans
- Holy Money (1986)
- Children of God (1987)

### Prong
- Primitive Origins (1987)
- Force Fed (1988)
- Beg To Differ (1990)
- Prove You Wrong (1991)
- Cleansing (1994)
- Rude Awakening (1996)

### Godflesh
- Hymns (2001)

### Jesu
- Jesu (2004)
- Silver (2006)
- Conqueror (2007)
- Lifeline (2007)
- Ascension  (2011)

### autres apparitions
- Buckethead -  Giant Robot (1994)
- Treponem Pal - Weird Machine (2008)